# Heäikavärri
Heäikavärri är en kulle i Finland. Den ligger i Utsjoki kommun och landskapet Lappland, i den norra delen av landet, 1 000 km norr om huvudstaden Helsingfors. Toppen på Heäikavärri är 440 meter över havet, eller 82 meter över den omgivande terrängen. Bredden vid basen är 1,3 km. Heäikavärri ingår i Paistunturit.
Terrängen runt Heäikavärri är huvudsakligen kuperad, men åt nordväst är den platt.  Trakten runt Heäikavärri är nära nog obefolkad, med mindre än två invånare per kvadratkilometer. Närmaste större samhälle är Karigasniemi, 6,3 km söder om Heäikavärri. Omgivningarna runt Heäikavärri är i huvudsak ett öppet busklandskap.